# Paul Breitner
Paul Breitner (Kolbermoor, 5 settembre 1951) è un ex calciatore tedesco, di ruolo terzino sinistro o centrocampista.
Con la nazionale tedesca occidentale ha vinto il campionato d'Europa 1972 e il campionato del mondo 1974. È l'unico calciatore insieme a Vavá, Mbappé, Zidane e Pelé ad aver segnato in due finali diverse di un campionato del mondo. Nel marzo del 2004, Pelé lo ha anche inserito nella FIFA 100, la lista dei 125 migliori calciatori viventi, redatta in occasione del Centenario della FIFA.

## Biografia
Figlio di un impiegato amministrativo, inizia a giocare a calcio a sei anni a Kolbermoor, la cittadina bavarese dove è nato, al confine con l'Austria. Nel 1961 si trasferisce nella vicina Freilassing, entrando nelle giovanili della squadra locale ESV Freilassing, dove lo allena il padre. Si diploma al Chiemgau-Gymnasium di Traunstein. Riesce, con applicazione e impegno, ad entrare nel giro delle nazionali giovanili, dove trova come allenatore Udo Lattek e dove conosce Uli Hoeneß, con il quale stringe profonda amicizia.
Breitner ha mostrato fin dall'inizio degli anni settanta un carattere ribelle, manifestando apertamente ideologie di sinistra: in una foto ha posato con il Libretto Rosso di Mao Zedong. Anche il look era molto riconoscibile: folta capigliatura arricciata, per la quale era soprannominato Der Afro, e barba ispida. Breitner è apparso in alcune pellicole cinematografiche: la prima apparizione è del 1976, nel film Potato Fritz. Durante l'anno di militanza all'Eintracht Braunschweig partecipa ad una produzione in 6 puntate della Bayerisches Fernsehen, il Paul Breitners Fußballmagazin, nel quale insegna i fondamenti tecnici del gioco del calcio ai giovani e mostra la routine quotidiana di una squadra professionistica. Ha pubblicato inoltre un libro di aneddoti, Kopfball. Nel 1982 rinunciò ad un suo "marchio di fabbrica", la barba ispida, per pubblicizzare i dopobarba della Pitralon, una marca tedesca di cosmetici, con un contratto lucrativo di 150,000 marchi tedeschi, un valore considerato come "scandalosamente alto" da molti tedeschi all'epoca.
Dopo l'episodio del dopobarba, Breitner affermò che venne erroneamente definito maoista, dopo aver aver parlato con un giornalista sul comunismo, l'Unione Sovietica e la Francia, menzionando che aveva il Libretto Rosso con sé, dicendo Quando le atrocità divennero note, non avevo niente di cui pentirmi perché non ho mai dichiarato di essere maoista..

## Caratteristiche tecniche
Cresciuto nelle giovanili come attaccante, Breitner esordisce tra i professionisti come difensore e in seguito viene schierato a centrocampo. Tali esperienze ne hanno fatto uno dei primi calciatori moderni degli anni settanta, valido sia in fase difensiva che in fase offensiva, rendendosi pericoloso in zona gol.
Dotato di grande resistenza e potenza fisica, era particolarmente reattivo, abile nel tackle e nel tiro dalla distanza. Ha costantemente migliorato le già buone qualità tecniche, giocando con creatività, e quelle tattiche, specialmente dopo il ritorno dalla Spagna. Diventato famoso giovanissimo, ha negli anni maturato grande personalità, diventando un leader in campo e fuori. Il carattere ribelle e l'insofferenza che lo ha contraddistinto da giocatore gli ha attirato critiche da alcuni compagni di squadra, da stampa, dirigenti e pubblico, ostacolandone la carriera.

## Carriera

### Giocatore

#### Club

##### Bayern Monaco
Nel 1970 Udo Lattek viene chiamato ad allenare il Bayern Monaco e porta con sé i giovani Hoeness e Breitner, ai quali il club offre un contratto professionistico. All'epoca diciottenne, Breitner abbandona gli studi pedagogici all'Università di Monaco di Baviera e condivide un appartamento con Hoeneß.
Inizialmente stenta a trovare posto in squadra, ma con gli infortuni occorsi ad alcuni dei difensori titolari, Lattek lo fa entrare in difesa, dove non aveva mai giocato sino a quel momento. Debutta come libero nel febbraio 1971 e viene poi schierato terzino fluidificante sulla fascia sinistra. Dimostra subito grande personalità e già il primo anno diventa un perno importante della retroguardia bavarese, giocando al fianco dei già famosi Franz Beckenbauer, Gerd Müller e Sepp Maier. A fine stagione conquista il suo primo trofeo, la Coppa di Germania 1970-1971, tre giorni prima del debutto in Nazionale.
In seguito, per tre anni consecutivi, nel 1972, 1973 e 1974 vince con i bavaresi il campionato nazionale. Sconfiggendo 4-0 l'Atlético Madrid nella ripetizione della finale, nel 1974 si aggiudica anche la Coppa dei Campioni. Il carattere ribelle, che lo ha contraddistinto durante tutto l'arco della carriera calcistica, lo porta in questi primi anni di professionismo ad avere scontri sempre più frequenti, tra gli altri, con i vertici del Bayern, della Federazione calcistica della Germania e con il CT della Nazionale Helmut Schön.

##### Real Madrid
Dopo il Mondiale 1974, Breitner si trasferisce per una cifra vicina ai 3 milioni di marchi al club spagnolo del Real Madrid. Il trasferimento in maglia merengue gli attira molte critiche, sia per essere andato a giocare nel paese del dittatore fascista Francisco Franco, in contrasto con la propria ideologia di sinistra, sia per le sue dichiarazioni contro il Bayern e la Bundesliga. Dichiara inoltre di non sentirsi tedesco, sollevando polemiche e risentimento presso i connazionali. Lo scalpore delle sue dichiarazioni lo portano a perdere il posto in Nazionale, dalla quale verrà allontanato nel 1975. Motiva il trasferimento a Madrid con il desiderio di giocare al Real e di migliorarsi tecnicamente, unendo la fantasia del gioco latino alla compattezza di quello tedesco.
Nella stessa estate del 1974 in cui giunge Breitner, il Real aveva ingaggiato il nuovo allenatore Miljan Miljanić, proveniente dalla Nazionale jugoslava. Miljanić tiene molto in considerazione il calciatore tedesco e lo schiera a centrocampo per dare più spinta al gioco dei madridisti, insieme al connazionale Günter Netzer, già da un anno a Madrid.
Sotto la ferrea guida dell'allenatore jugoslavo, Breitner conquista già nella prima stagione in Spagna un double, vincendo sia il campionato, con largo margine, che la Copa del Generalísimo (l'attuale Coppa del Re).
L'anno successivo bissa il successo in campionato e raggiunge con il club madrileno la semifinale di Coppa dei Campioni, dove gli spagnoli vengono eliminati dal Bayern Monaco. Nel corso dell'incontro all'Olympiastadion, Breitner viene aspramente fischiato dagli spettatori. Rimarrà in Spagna fino alla fine della stagione 1976-1977, nella quale il Real Madrid finisce il deludente campionato al nono posto.

##### Eintracht Braunschweig
Dopo i tre anni passati in Spagna, Breitner fa ritorno in patria spinto anche dalla moglie, desiderosa di rientrare in Germania. Nessun club sembra avere la disponibilità economica necessaria ad ingaggiarlo: si fa così avanti Günter Mast, multimilionario sponsor dell'Eintracht Braunschweig e proprietario della Jägermeister. Breitner riesce così, per la stagione 1977-78, a trovare ingaggio in terra tedesca, clamorosamente in una squadra di secondo piano.
In un contesto relativamente più modesto, dove non vengono accettati comportamenti da "star", riesce comunque a mettere a segno 15 reti (10 in campionato, 4 in Coppa di Germania, 1 in Coppa UEFA) e l'Eintracht concluderà la stagione al 13º posto. Ma Breitner non riesce ad integrarsi completamente, tanto che spesso finisce per litigare con i compagni di squadra. A fine stagione si separa dall'Eintracht, accomiatandosi così dai compagni: Ich tue euch jetzt den Gefallen und gehe ("Vi faccio un favore e me ne vado").

##### Ritorno al Bayern Monaco

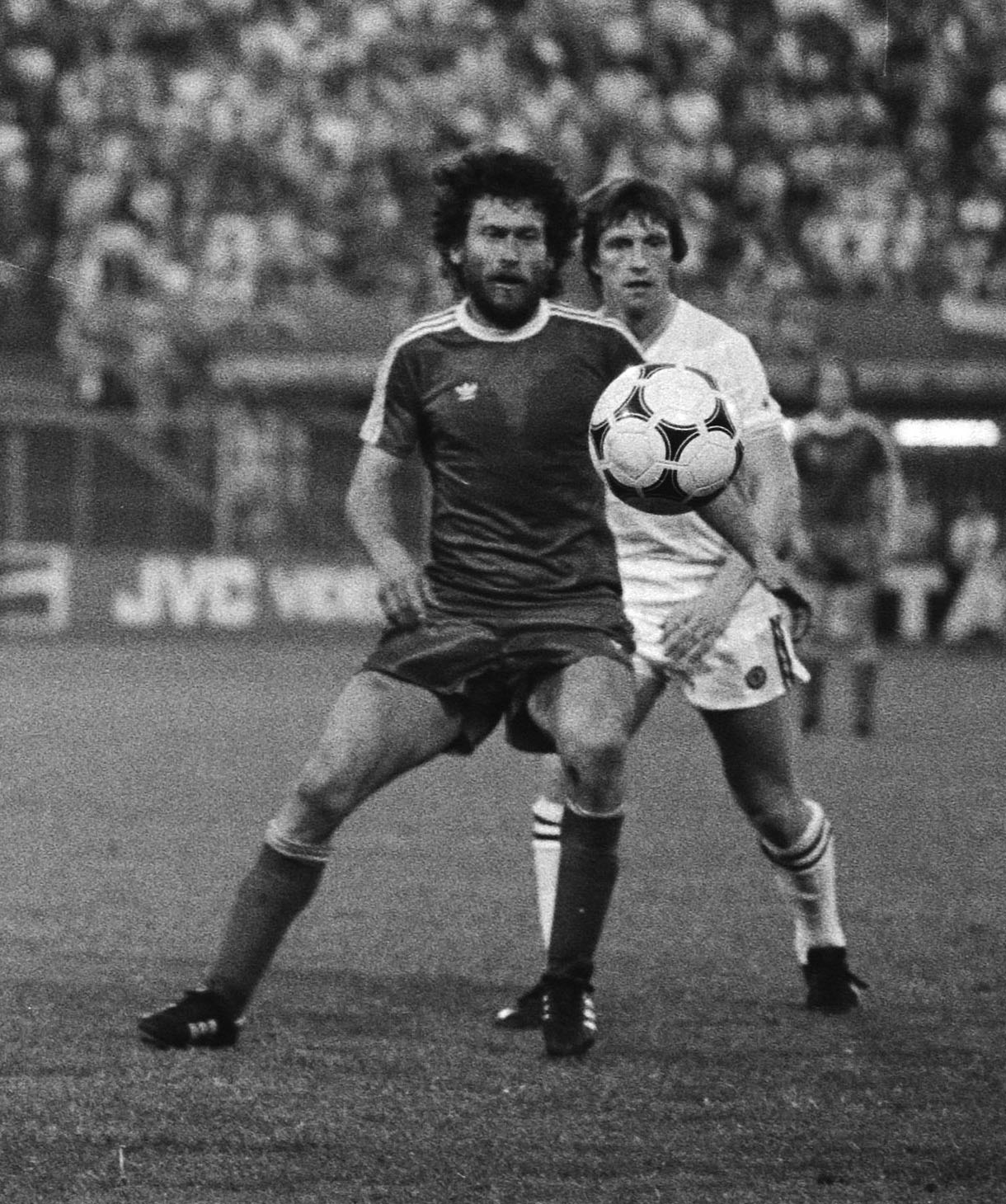
Breitner nella finale della Coppa dei Campioni 1981-1982 persa dal contro l'Aston Villa

Dopo un solo anno in provincia, nel 1978 Breitner ritorna al club dell'inizio di carriera, il Bayern Monaco, che si trova in fase di ricostruzione e dei cui trionfi rimane solo il ricordo. L'amico Uli Hoeneß, nel frattempo entrato nello staff dirigenziale, chiude un accordo con lo sponsor Magirus Deutz che gli permette di trovare i fondi sufficienti per ingaggiare Breitner. Franz Beckenbauer e Gerd Müller hanno lasciato il club, che naviga a metà classifica, e Breitner diventa subito il leader e il portavoce della squadra. Nella prima stagione ha incomprensioni con l'allenatore Gyula Lóránt che portano quest'ultimo a lasciare il club nel febbraio del 1979, sostituito dal suo vice Pál Csernai. La decisione matura anche a causa dei deludenti risultati in campionato, che il Bayern concluderà al quarto posto.
Con l'incidente che nell'estate del 1979 pose fine alla carriera di Sepp Maier, Csernai consegna a Breitner la fascia di capitano per la stagione 1979-1980, che vede la rinascita dei bavaresi. La grande intesa sul campo tra Breitner e l'attaccante Rummenigge viene celebrata dalla stampa con il termine Breitnigge (contrazione dei due nomi, Breitner e Rummenigge). Il Bayern riconquista dopo sei anni il titolo nazionale e lo difende con successo l'anno seguente. Grazie alle ottime prestazioni, Breitner riceve il premio di calciatore tedesco dell'anno 1981 e si piazza al secondo posto nella classifica del Pallone d'oro 1981, alle spalle di Rummenigge.
Nel 1982, con il Bayern, raggiunge la finale di Coppa dei Campioni, dove i tedeschi perdono per 1-0 contro l'Aston Villa. Riesce invece a conquistare la Coppa di Germania 1981-1982, sconfiggendo in finale per 4-2 il Norimberga. Si tratta dell'ultimo trofeo della sua carriera agonistica; a metà della seguente stagione un fallo di Wolfgang Rolff nella partita contro l'Amburgo pone fine alla carriera di Breitner, che si ritira nell'estate 1983 prima di compiere 32 anni. La partita di addio viene disputata fra il Bayern e una rappresentativa del Resto del Mondo, che vince 3-2.

#### Nazionale

##### Nazionali giovanili
Debutta nella Nazionale Under 18 della Germania Ovest a soli 17 anni, quando ancora giocava nel Freilassing, segnando il gol della bandiera nella sconfitta 4-1 contro i pari età della Jugoslavia. Al termine dell'incontro c'è il primo dei molti attriti che avrebbero caratterizzato il suo rapporto con la federazione, quando un dirigente gli dice di tagliarsi i capelli troppo lunghi.

##### Nazionale maggiore
Già al termine della sua prima stagione professionistica, Breitner entra nel giro della Nazionale tedesca occidentale. Helmut Schön lo fa debuttare il 22 giugno 1971 nella trasferta di Oslo contro la Norvegia, in un incontro agevolmente vinto per 7-1.

###### Campione d'Europa e del mondo

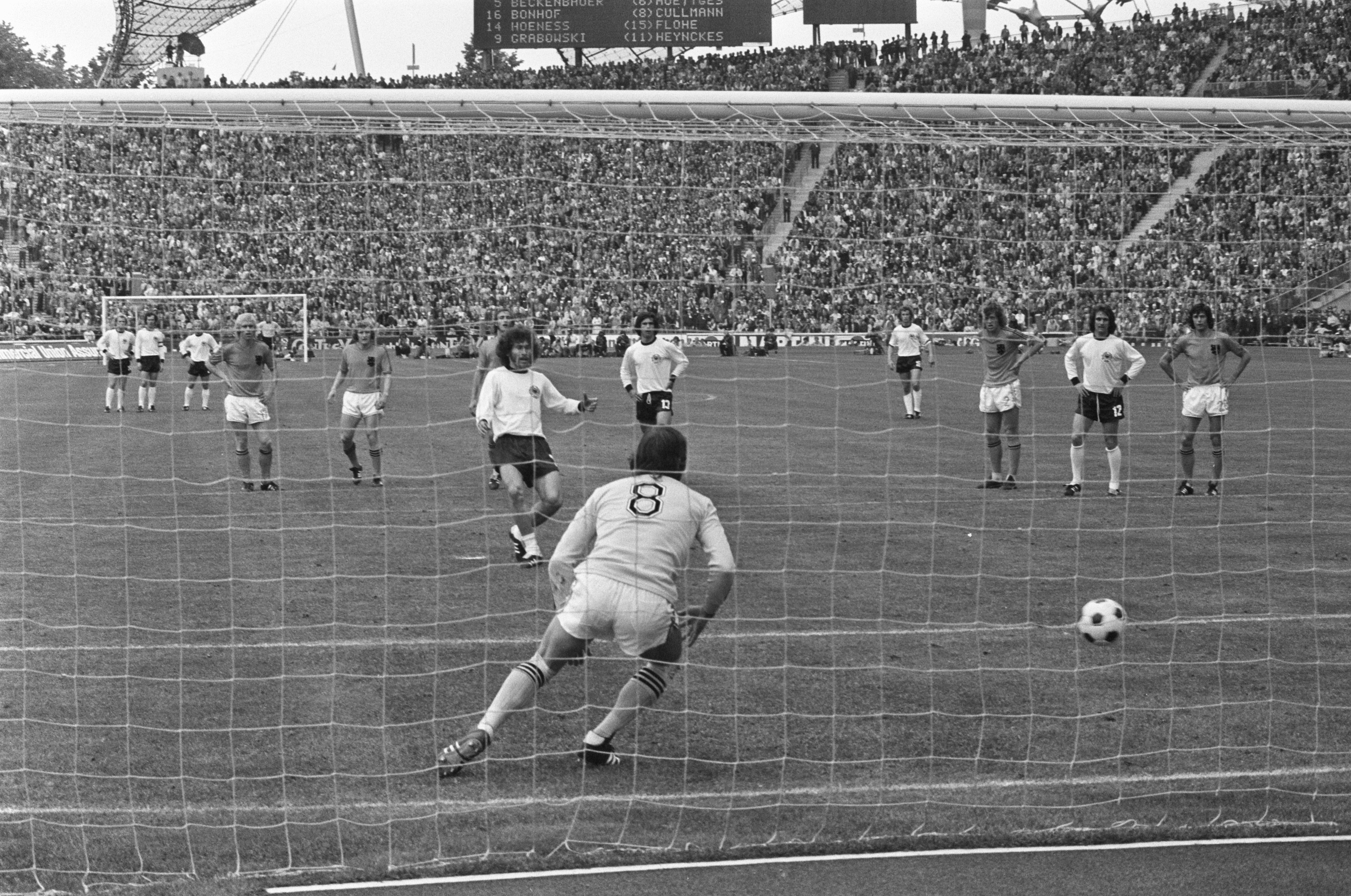
Breitner realizza il calcio di rigore del momentaneo 1-1 nella finale dei Mondiali 1974, vinta dalla Germania Ovest per 2-1 sui Paesi Bassi

Come nel Bayern Monaco, anche in Nazionale diventa ben presto titolare fisso e viene impiegato come terzino sinistro. Nel 1972 figura tra i convocati per la fase finale dell'Europeo, che si disputa in Belgio e che i tedeschi vincono, sconfiggendo con per 3-0 in finale l'Unione Sovietica.
Al titolo europeo fa seguito la vittoria del mondiale del 1974, disputato in Germania. Breitner è protagonista della manifestazione segnando 3 reti: la prima fissa il risultato finale di 1-0 contro il Cile, la seconda apre le marcature nella partita contro la Jugoslavia (raddoppierà poi Gerd Müller per il 2-0 conclusivo). La terza segnatura arriva su calcio di rigore nella finalissima contro i Paesi Bassi, dimostrando grande personalità nel prendersi tale responsabilità. Pareggia la rete di inizio gara (anch'essa dagli undici metri) di Neeskens e Müller segnerà poi il gol della vittoria per 2-1.

###### Sei anni fuori
Dopo le ennesime diatribe, questa volta sorte per i premi relativi al titolo mondiale, Breitner annuncia di non voler più giocare in Nazionale, nuovamente in conflitto con il CT Helmut Schön e con la federazione. Disputa altri due incontri con la Nazionale nel 1975 grazie all'intervento di Günter Netzer, suo compagno al Real Madrid. Ma le polemiche non si fermano, le lamentele di Schön per le difficoltà di avere i permessi dal Real Madrid a farlo giocare, portano Breitner fuori dal giro della nazionale. Non può quindi partecipare agli Europei del 1976, persi in finale contro la Cecoslovacchia, e ai deludenti mondiali del 1978 in Argentina, al termine dei quali Schön viene sostituito dall'assistente Jupp Derwall. Il nuovo CT era già stato oggetto di pesanti critiche da parte di Breitner, che continua ad essere lasciato fuori e deve quindi rinunciare anche agli Europei del 1980, vinti dai tedeschi. Rientra nel 1981, a sei anni dalla sua ultima partita, dopo essersi riappacificato con Derwall e con la federazione su intercessione di Rummenigge. Il nuovo debutto avviene ad Amburgo il 29 aprile contro l'Austria.

###### Vicecampione del mondo nel 1982
Nella fase finale della carriera in Nazionale, come nelle squadre di club Breitner viene schierato come regista di centrocampo. In questo ruolo viene convocato da Derwall per il Mondiale 1982 in Spagna. Superato il primo turno, nella semifinale vinta ai rigori contro la Francia Breitner realizza uno dei tiri dal dischetto. Nella finale di Madrid, persa 3-1 contro l'Italia, segna negli ultimi minuti il gol della bandiera. La finale del mondiale 1982 è anche la sua ultima gara in Nazionale. Chiude con 48 presenze e 10 reti all'attivo.
Con la rete segnata a Dino Zoff nella finale del 1982, Breitner diventa uno dei pochi calciatori ad aver segnato almeno una rete in più di una finale mondiale. Solamente altri quattro calciatori hanno fatto altrettanto: i brasiliani Pelé (2 reti nel 1958, una rete nel 1970) e Vavá (2 reti nel 1958, una rete nel 1962) e i francesi Zinédine Zidane (2 reti nel 1998, una rete nel 2006) e Kylian Mbappé (una rete nel 2018, e 3 reti nel 2022).

### Dopo il ritiro
Nel 1998, Breitner venne annunciato come nuovo allenatore della nazionale tedesca dal presidente della DFB Egidius Braun. Tuttavia, dopo le polemiche da parte da altri alti dirigenti della federcalcio tedesca, Braun riconsiderò 17 ore più tardi, rendendo Breitner l'infamemente noto 17 Stunden Bundestrainer ("L'allenatore per 17 ore").
Al termine della carriera, Breitner ha iniziato a collaborare come opinionista e commentatore tecnico per la stampa e la televisione. È dal 2007 osservatore del Bayern, dove ha anche svolto un ruolo di rappresentanza, partecipando a eventi nazionali e internazionali per promuovere l'immagine del club. È diventato uno dei responsabili del Bayern Allstars, squadra delle vecchie glorie del club bavarese con la quale ha giocato anche in diverse tournée all'estero. È stato ammesso nella Hall of fame del Bayern.

## Statistiche
Tra club e nazionale maggiore, Breitner ha giocato 532 partite segnando 140 reti, alla media di 0,26 gol a partita.

### Presenze e reti nei club
| Stagione             | Squadra                | Campionato           | Campionato | Campionato | Coppe nazionali | Coppe nazionali | Coppe nazionali | Coppe continentali | Coppe continentali | Coppe continentali | Altre coppe | Altre coppe | Altre coppe | Totale | Totale |
| Stagione             | Squadra                | Comp                 | Pres       | Reti       | Comp            | Pres            | Reti            | Comp               | Pres               | Reti               | Comp        | Pres        | Reti        | Pres   | Reti   |
| -------------------- | ---------------------- | -------------------- | ---------- | ---------- | --------------- | --------------- | --------------- | ------------------ | ------------------ | ------------------ | ----------- | ----------- | ----------- | ------ | ------ |
| 1969-1970            | Bayern Monaco          | BL                   | 0          | 0          | CG              | 1               | 0               | CC                 | 0                  | 0                  | -           | -           | -           | 1      | 0      |
| 1970-1971            | Bayern Monaco          | BL                   | 21         | 2          | CG              | 5               | 0               | CdF                | 4                  | 0                  | -           | -           | -           | 30     | 2      |
| 1971-1972            | Bayern Monaco          | BL                   | 30         | 4          | CG              | 6               | 0               | CdC                | 8                  | 1                  | -           | -           | -           | 44     | 5      |
| 1972-1973            | Bayern Monaco          | BL                   | 32         | 4          | CG              | 6               | 1               | CC                 | 5                  | 0                  | -           | -           | -           | 44     | 5      |
| 1973-1974            | Bayern Monaco          | BL                   | 26         | 7          | CG              | 4               | 1               | CC                 | 7                  | 1                  | -           | -           | -           | 37     | 9      |
| 1974-1975            | Real Madrid            | PD                   | 29         | 3          | CR              | 0               | 0               | CdC                | 6                  | 0                  | -           | -           | -           | 35     | 3      |
| 1975-1976            | Real Madrid            | PD                   | 25         | 6          | CR              | 0               | 0               | CC                 | 7                  | 0                  | -           | -           | -           | 32     | 6      |
| 1976-1977            | Real Madrid            | PD                   | 30         | 1          | CR              | 0               | 0               | CC                 | 3                  | 0                  | -           | -           | -           | 33     | 1      |
| Totale Real Madrid   | Totale Real Madrid     | Totale Real Madrid   | 84         | 10         |                 | 0               | 0               |                    | 16                 | 0                  |             |             |             | 100    | 10     |
| 1977-1978            | Eintracht Braunschweig | BL                   | 30         | 10         | CG              | 2               | 0               | CU                 | 5                  | 1                  | -           | -           | -           | 37     | 11     |
| 1978-1979            | Bayern Monaco          | BL                   | 33         | 12         | CG              | 2               | 1               | -                  | -                  | -                  | -           | -           | -           | 35     | 13     |
| 1979-1980            | Bayern Monaco          | BL                   | 32         | 10         | CG              | 3               | 2               | CU                 | 10                 | 4                  | -           | -           | -           | 45     | 16     |
| 1980-1981            | Bayern Monaco          | BL                   | 30         | 17         | CG              | 2               | 0               | CC                 | 8                  | 1                  | -           | -           | -           | 40     | 18     |
| 1981-1982            | Bayern Monaco          | BL                   | 29         | 18         | CG              | 6               | 5               | CC                 | 7                  | 5                  | -           | -           | -           | 42     | 28     |
| 1982-1983            | Bayern Monaco          | BL                   | 22         | 9          | CG              | 2               | 1               | CdC                | 6                  | 3                  | -           | -           | -           | 30     | 13     |
| Totale Bayern Monaco | Totale Bayern Monaco   | Totale Bayern Monaco | 255        | 83         |                 | 37              | 11              |                    | 55                 | 15                 |             |             |             | 347    | 109    |
| Totale carriera      | Totale carriera        | Totale carriera      | 369        | 103        |                 | 39              | 11              |                    | 76                 | 16                 |             |             |             | 484    | 130    |

### Cronologia presenze e reti in nazionale
| Cronologia completa delle presenze e delle reti in nazionale ― Germania Ovest | Cronologia completa delle presenze e delle reti in nazionale ― Germania Ovest | Cronologia completa delle presenze e delle reti in nazionale ― Germania Ovest | Cronologia completa delle presenze e delle reti in nazionale ― Germania Ovest | Cronologia completa delle presenze e delle reti in nazionale ― Germania Ovest | Cronologia completa delle presenze e delle reti in nazionale ― Germania Ovest | Cronologia completa delle presenze e delle reti in nazionale ― Germania Ovest | Cronologia completa delle presenze e delle reti in nazionale ― Germania Ovest |
| Data                                                                          | Città                                                                         | In casa                                                                       | Risultato                                                                     | Ospiti                                                                        | Competizione                                                                  | Reti                                                                          | Note                                                                          |
| ----------------------------------------------------------------------------- | ----------------------------------------------------------------------------- | ----------------------------------------------------------------------------- | ----------------------------------------------------------------------------- | ----------------------------------------------------------------------------- | ----------------------------------------------------------------------------- | ----------------------------------------------------------------------------- | ----------------------------------------------------------------------------- |
| 22-6-1971                                                                     | Oslo                                                                          | Norvegia                                                                      | 1 – 7                                                                         | Germania Ovest                                                                | Amichevole                                                                    | -                                                                             |                                                                               |
| 10-10-1971                                                                    | Varsavia                                                                      | Polonia                                                                       | 1 – 3                                                                         | Germania Ovest                                                                | Qual. Euro 1972                                                               | -                                                                             |                                                                               |
| 29-3-1972                                                                     | Budapest                                                                      | Ungheria                                                                      | 0 – 2                                                                         | Germania Ovest                                                                | Amichevole                                                                    | 1                                                                             |                                                                               |
| 29-4-1972                                                                     | Londra                                                                        | Inghilterra                                                                   | 1 – 3                                                                         | Germania Ovest                                                                | Euro 1972 - Quarti di finale - andata                                         | -                                                                             |                                                                               |
| 13-5-1972                                                                     | Berlino                                                                       | Germania Ovest                                                                | 0 – 0                                                                         | Inghilterra                                                                   | Euro 1972 - Quarti di finale - ritorno                                        | -                                                                             |                                                                               |
| 26-5-1972                                                                     | Monaco di Baviera                                                             | Germania Ovest                                                                | 4 – 1                                                                         | Unione Sovietica                                                              | Amichevole                                                                    | -                                                                             |                                                                               |
| 14-6-1972                                                                     | Anversa                                                                       | Belgio                                                                        | 1 – 2                                                                         | Germania Ovest                                                                | Euro 1972 - Semifinale                                                        | -                                                                             |                                                                               |
| 18-6-1972                                                                     | Bruxelles                                                                     | Germania Ovest                                                                | 3 – 0                                                                         | Unione Sovietica                                                              | Euro 1972 - Finale                                                            | -                                                                             | [ 15 ]                                                                        |
| 15-11-1972                                                                    | Düsseldorf                                                                    | Germania Ovest                                                                | 5 – 1                                                                         | Svizzera                                                                      | Amichevole                                                                    | -                                                                             |                                                                               |
| 14-2-1973                                                                     | Monaco di Baviera                                                             | Germania Ovest                                                                | 2 – 3                                                                         | Argentina                                                                     | Amichevole                                                                    | -                                                                             |                                                                               |
| 28-3-1973                                                                     | Düsseldorf                                                                    | Germania Ovest                                                                | 3 – 0                                                                         | Cecoslovacchia                                                                | Amichevole                                                                    | -                                                                             |                                                                               |
| 9-5-1973                                                                      | Monaco di Baviera                                                             | Germania Ovest                                                                | 0 – 1                                                                         | Jugoslavia                                                                    | Amichevole                                                                    | -                                                                             |                                                                               |
| 12-5-1973                                                                     | Gotha                                                                         | Germania Ovest                                                                | 3 – 0                                                                         | Bulgaria                                                                      | Amichevole                                                                    | -                                                                             |                                                                               |
| 16-6-1973                                                                     | Berlino                                                                       | Germania Ovest                                                                | 0 – 1                                                                         | Brasile                                                                       | Amichevole                                                                    | -                                                                             |                                                                               |
| 5-9-1973                                                                      | Mosca                                                                         | Unione Sovietica                                                              | 0 – 1                                                                         | Germania Ovest                                                                | Amichevole                                                                    | -                                                                             |                                                                               |
| 23-2-1974                                                                     | Barcellona                                                                    | Spagna                                                                        | 1 – 0                                                                         | Germania Ovest                                                                | Amichevole                                                                    | -                                                                             | 55’                                                                           |
| 26-2-1974                                                                     | Roma                                                                          | Italia                                                                        | 0 – 0                                                                         | Germania Ovest                                                                | Amichevole                                                                    | -                                                                             |                                                                               |
| 27-3-1974                                                                     | Francoforte sul Meno                                                          | Germania Ovest                                                                | 2 – 1                                                                         | Scozia                                                                        | Amichevole                                                                    | 1                                                                             |                                                                               |
| 1-5-1974                                                                      | Amburgo                                                                       | Germania Ovest                                                                | 2 – 0                                                                         | Svezia                                                                        | Amichevole                                                                    | -                                                                             |                                                                               |
| 14-6-1974                                                                     | Berlino                                                                       | Germania Ovest                                                                | 1 – 0                                                                         | Cile                                                                          | Mondiali 1974 - 1º turno                                                      | 1                                                                             |                                                                               |
| 18-6-1974                                                                     | Amburgo                                                                       | Germania Ovest                                                                | 4 – 0                                                                         | Australia                                                                     | Mondiali 1974 - 1º turno                                                      | -                                                                             |                                                                               |
| 22-6-1974                                                                     | Amburgo                                                                       | Germania Est                                                                  | 1 – 0                                                                         | Germania Ovest                                                                | Mondiali 1974 - 1º turno                                                      | -                                                                             |                                                                               |
| 26-6-1974                                                                     | Düsseldorf                                                                    | Germania Ovest                                                                | 2 – 0                                                                         | Jugoslavia                                                                    | Mondiali 1974 - 2º turno                                                      | 1                                                                             |                                                                               |
| 30-6-1974                                                                     | Düsseldorf                                                                    | Germania Ovest                                                                | 4 – 2                                                                         | Svezia                                                                        | Mondiali 1974 - 2º turno                                                      | -                                                                             |                                                                               |
| 3-7-1974                                                                      | Francoforte sul Meno                                                          | Polonia                                                                       | 0 – 1                                                                         | Germania Ovest                                                                | Mondiali 1974 - 2º turno                                                      | -                                                                             |                                                                               |
| 7-7-1974                                                                      | Monaco di Baviera                                                             | Germania Ovest                                                                | 2 – 1                                                                         | Paesi Bassi                                                                   | Mondiali 1974 - Finale                                                        | 1                                                                             |                                                                               |
| 27-4-1975                                                                     | Sofia                                                                         | Bulgaria                                                                      | 1 – 1                                                                         | Germania Ovest                                                                | Qual. Euro 1976                                                               | -                                                                             |                                                                               |
| 11-10-1975                                                                    | Düsseldorf                                                                    | Germania Ovest                                                                | 1 – 1                                                                         | Grecia                                                                        | Qual. Euro 1976                                                               | -                                                                             | [ 16 ]                                                                        |
| 29-4-1981                                                                     | Amburgo                                                                       | Germania Ovest                                                                | 2 – 0                                                                         | Austria                                                                       | Qual. Mondiali 1982                                                           | -                                                                             |                                                                               |
| 19-5-1981                                                                     | Stoccarda                                                                     | Germania Ovest                                                                | 1 – 2                                                                         | Brasile                                                                       | Amichevole                                                                    | -                                                                             |                                                                               |
| 24-5-1981                                                                     | Lahti                                                                         | Finlandia                                                                     | 0 – 4                                                                         | Germania Ovest                                                                | Qual. Mondiali 1982                                                           | -                                                                             |                                                                               |
| 2-9-1981                                                                      | Chorzów                                                                       | Polonia                                                                       | 0 – 2                                                                         | Germania Ovest                                                                | Amichevole                                                                    | -                                                                             |                                                                               |
| 23-9-1981                                                                     | Bochum                                                                        | Germania Ovest                                                                | 7 – 1                                                                         | Finlandia                                                                     | Qual. Mondiali 1982                                                           | 2                                                                             |                                                                               |
| 14-10-1981                                                                    | Vienna                                                                        | Austria                                                                       | 1 – 3                                                                         | Germania Ovest                                                                | Qual. Mondiali 1982                                                           | -                                                                             |                                                                               |
| 18-11-1981                                                                    | Dortmund                                                                      | Germania Ovest                                                                | 8 – 0                                                                         | Albania                                                                       | Qual. Mondiali 1982                                                           | 1                                                                             |                                                                               |
| 22-11-1981                                                                    | Düsseldorf                                                                    | Germania Ovest                                                                | 4 – 0                                                                         | Bulgaria                                                                      | Qual. Mondiali 1982                                                           | -                                                                             |                                                                               |
| 17-2-1982                                                                     | Hannover                                                                      | Germania Ovest                                                                | 3 – 1                                                                         | Portogallo                                                                    | Amichevole                                                                    | -                                                                             |                                                                               |
| 21-3-1982                                                                     | Rio de Janeiro                                                                | Brasile                                                                       | 1 – 0                                                                         | Germania Ovest                                                                | Amichevole                                                                    | -                                                                             |                                                                               |
| 24-3-1982                                                                     | Buenos Aires                                                                  | Argentina                                                                     | 1 – 1                                                                         | Germania Ovest                                                                | Amichevole                                                                    | -                                                                             | 68’                                                                           |
| 14-4-1982                                                                     | Colonia                                                                       | Germania Ovest                                                                | 2 – 1                                                                         | Cecoslovacchia                                                                | Amichevole                                                                    | 1                                                                             |                                                                               |
| 12-5-1982                                                                     | Oslo                                                                          | Norvegia                                                                      | 2 – 4                                                                         | Germania Ovest                                                                | Amichevole                                                                    | -                                                                             | 64’                                                                           |
| 16-6-1982                                                                     | Gijón                                                                         | Germania Ovest                                                                | 1 – 2                                                                         | Algeria                                                                       | Mondiali 1982 - 1º turno                                                      | -                                                                             |                                                                               |
| 20-6-1982                                                                     | Gijón                                                                         | Germania Ovest                                                                | 4 – 1                                                                         | Cile                                                                          | Mondiali 1982 - 1º turno                                                      | -                                                                             | 61’                                                                           |
| 25-6-1982                                                                     | Gijón                                                                         | Germania Ovest                                                                | 1 – 0                                                                         | Austria                                                                       | Mondiali 1982 - 1º turno                                                      | -                                                                             |                                                                               |
| 29-6-1982                                                                     | Madrid                                                                        | Germania Ovest                                                                | 0 – 0                                                                         | Inghilterra                                                                   | Mondiali 1982 - 2º turno                                                      | -                                                                             |                                                                               |
| 2-7-1982                                                                      | Madrid                                                                        | Spagna                                                                        | 1 – 2                                                                         | Germania Ovest                                                                | Mondiali 1982 - 2º turno                                                      | -                                                                             |                                                                               |
| 8-7-1982                                                                      | Siviglia                                                                      | Germania Ovest                                                                | 3 – 3 dts (5 – 4 dtr)                                                         | Francia                                                                       | Mondiali 1982 - Semifinale                                                    | -                                                                             |                                                                               |
| 11-7-1982                                                                     | Madrid                                                                        | Italia                                                                        | 3 – 1                                                                         | Germania Ovest                                                                | Mondiali 1982 - Finale                                                        | 1                                                                             |                                                                               |
| Totale                                                                        |                                                                               | Presenze                                                                      | 48                                                                            |                                                                               | Reti                                                                          | 10                                                                            |                                                                               |

## Palmarès

### Club

#### Competizioni nazionali
- Campionato tedesco: 5

Bayern Monaco: 1971-1972, 1972-1973, 1973-1974, 1979-1980, 1980-1981
- Coppa di Germania: 2

Bayern Monaco: 1970-1971, 1981-1982
- Campionato spagnolo: 2

Real Madrid: 1974-1975, 1975-1976
- Coppa di Spagna: 1

Real Madrid: 1974-1975

#### Competizioni internazionali
- Coppa dei Campioni: 1

Bayern Monaco: 1973-1974

### Nazionale
- Campionato d'Europa: 1

Belgio 1972
- Campionato mondiale: 1

Germania Ovest 1974

### Individuale
- Europei Top 11: 1

Belgio 1972
- All-Star Team del campionato mondiale di calcio: 1[17]

Germania Ovest 1974
- Calciatore tedesco-occidentale dell'anno: 1

1981
- Onze d'argento: 1

1981
- FIFA World Cup All-Time Team
- Inserito nella FIFA 100 (2004)
- Candidato al Dream Team del Pallone d'oro (2020)